# Erik Veldre
Erik Veldre (* 27. Juli 1932 in Riga; † 9. Oktober 2023) war ein deutscher Schauspieler.

## Leben
Erik Veldre wurde in Riga geboren. Er besuchte in Altenburg die Oberschule und verstärkte in dieser Zeit am Theater, mehr aus Spaß und Lust, die Statisterie. Erst von Kurt Jung-Alsen, der das Altenburger Theater leitete, bekam er die Anregung, den Beruf eines Schauspielers zu erlernen. Nach einem Studium in Weimar und anschließend an der Theaterhochschule Leipzig machte er dort 1954 seine Abschlussprüfung. Es folgten Engagements am Theater der Jungen Welt in Leipzig, dem Städtischen Theater Karl-Marx-Stadt, dem Theater der Freundschaft Berlin und der Volksbühne Berlin. Veldre wirkte von 1956 bis 1994 in mehr als 100 Film-und-Fernsehproduktionen mit und ist vor allem bekannt für seine Auftritte in den Filmen Alles Lüge und Königskinder sowie in einigen Teilen der Krimireihe Polizeiruf 110.

## Filmografie (Auswahl)
- 1955: Ernst Thälmann – Führer seiner Klasse
- 1958: Weimarer Pitaval: Der Fall Saffran (Fernsehreihe)
- 1960: Das Leben beginnt
- 1961: Ein Sommertag macht keine Liebe
- 1962: Die Nacht an der Autobahn (Fernsehfilm)
- 1962: Beschreibung eines Sommers
- 1962: Königskinder
- 1962: Ach, du fröhliche …
- 1963: Blaulicht: Kümmelblättchen
- 1964: Der geteilte Himmel
- 1964: Pension Boulanka
- 1964: Als Martin vierzehn war
- 1964: Das Lied vom Trompeter
- 1965: Studentinnen – Eindrücke von einer Hochschule (Sprecher)
- 1965: Entlassen auf Bewährung
- 1966: Tibul besiegt die Dickwänste
- 1967: Die Fahne von Kriwoj Rog
- 1968: 12 Uhr mittags kommt der Boß
- 1968: Die Toten bleiben jung
- 1968: Mit beiden Beinen im Himmel – Begegnung mit einem Flugkapitän (Sprecher)
- 1969: Rendezvous mit unbekannt
- 1969: Zeit zu leben
- 1970: Unterwegs zu Lenin
- 1971: Der Staatsanwalt hat das Wort: Zwei Promille
- 1971: In Syrien auf Montage (Sprecher)
- 1971: Optimistische Tragödie (TV)
- 1971: KLK an PTX – Die Rote Kapelle
- 1973: Polizeiruf 110: Vorbestraft (TV-Reihe)
- 1973: Zement (Fernsehfilm, zwei Teile)
- 1975: Das unsichtbare Visier
- 1976: Polizeiruf 110: Schwarze Ladung
- 1976: Polizeiruf 110: Vorurteil?
- 1977: Dantons Tod (Studioaufzeichnung)
- 1977: Der Hasenhüter (TV)
- 1979: Spuk unterm Riesenrad (TV-Serie)
- 1979: Die Gänsehirtin am Brunnen
- 1980: Archiv des Todes (TV)
- 1980: Polizeiruf 110: Vergeltung?
- 1980: Unser Mann ist König (TV-Serie)
- 1981: Polizeiruf 110: Harmloser Anfang
- 1981: Die Stunde der Töchter
- 1983: Die lieben Luder
- 1985:  Irrläufer (Fernsehfilm)
- 1987: Einzug ins Paradies (Fernsehserie)
- 1987: Polizeiruf 110: Abschiedslied für Linda
- 1988: Polizeiruf 110: Amoklauf
- 1988: Polizeiruf 110: Der Kreuzworträtselfall
- 1989: Die Besteigung des Chimborazo
- 1989: Wir bleiben treu
- 1989: Polizeiruf 110: Unsichtbare Fährten
- 1990: Abschiedsdisco
- 1991: Polizeiruf 110: Thanners neuer Job
- 1992: Alles Lüge

## Theater
- 1956: Walentin Katajew: Der Blumenweg – Regie: Adolf Loose (Städtische Theater Karl-Marx-Stadt)
- 1958: Virgil Stoenescu/Oktavian Sava: Betragen ungenügend – Regie: Josef Stauder (Theater der Freundschaft)
- 1958: Wera Küchenmeister/Claus Küchenmeister: Damals 18/19 – Regie: Lothar Bellag (Theater der Freundschaft)
- 1959: Werner Heiduczek: Jule findet Freunde – Regie: Helmut Hellstorff (Theater der Freundschaft)
- 1959: Herbert Walter: Die Bremer Stadtmusikanten – Regie: Hans-Dieter Schmidt (Theater der Freundschaft)
- 1960: Hedda Zinner: Leistungskontrolle (Eberhard Runge) – Regie: Rudi Kurz (Theater der Freundschaft)
- 1960: Vera Ljubimowa: Schneeball (Dick) – Regie: Rudi Kurz (Theater der Freundschaft)
- 1960: Nadia Trendafilowa: Petko der Prahlhans (Bogka) – Regie: ? (Theater der Freundschaft)
- 1960: Vratislav Blažek: … und das am Heiligabend – Regie: Hans Dieter Mäde (Maxim-Gorki-Theater Berlin)
- 1961: Boris Gorbatow: Die Jugend der Väter (Fedka) – Regie: Erwin Arlt (Theater der Freundschaft)
- 1964: Manfred Bieler: Nachtwache – Regie: Hans-Joachim Martens (Volksbühne Berlin – Theater im 3. Stock)
- 1964: Horst Salomon: Katzengold – Regie: Wolfgang Pintzka (Volksbühne Berlin)
- 1964: Kurt Tucholsky: Schloß Gripsholm – Regie: Martin Eckermann (Volksbühne Berlin – Theater im 3. Stock)
- 1983: Günther Weisenborn: Ramilie von Nevada (Puppe Gog) – Regie: Herbert Fischer (Szenische Lesung in der Akademie der Künste der DDR)

## Hörspiele
- 1959: Kasper Germann: Ferien mit Ebbo (Mitschüler) – Regie: Theodor Popp (Hörspiel – Rundfunk der DDR)
- 1962: Mark Twain: Tom Sawyers großes Abenteuer (Muff Potter) – Regie: Karl-Heinz Möbius (Kinderhörspiel – Litera)
- 1968: Horst Girra: Brennpunkt Autowolf (Unterleutnant Schuster) – Regie: Joachim Gürtner (Kriminalhörspiel aus der Reihe: Spuren, Teil 6 – Rundfunk der DDR)
- 1968: Joachim Witte: Die Geburtshelfer (Sascha) – Regie: Joachim Gürtner (Hörspielreihe: Neumann, zweimal klingeln – Rundfunk der DDR)
- 1969: Fritz Selbmann: Ein weiter Weg – Regie: Fritz-Ernst Fechner (Hörspiel (8 Teile) – Rundfunk der DDR)
- 1969: Will Lipatow: Der Dorfdetektiv – Regie: Werner Grunow (Hörspiel – Rundfunk der DDR)
- 1970: Anita Heiden-Berndt: Städte unserer Republik 0: Leipzig (Franz) – Regie: Christa Kowalski (Kinderhörspiel – Rundfunk der DDR)
- 1970: Tschingis Aitmatow: Die Straße des Sämanns (Dschainak) – Regie: Werner Grunow (Rundfunk der DDR)
- 1972: Jerzy Gieraltowsky: Minen und Eier (Kozyra) – Regie: Zbigniew Kopalko (Hörspiel – Rundfunk der DDR)
- 1973: Linda Teßmer: Am schwarzen Mann (ABV Schütze) – Regie: Joachim Staritz (Rundfunk der DDR)
- 1973: Wilhelm Hampel: Zwecks Freizeitsgestaltung (Bergsteiger) – Regie: Joachim Gürtner (Hörspielreihe: Neumann, zweimal klingeln – Rundfunk der DDR)
- 1974: Augusto Boal: Torquemada (3. Sohn) – Regie: Peter Groeger (Hörspiel – Rundfunk der DDR)
- 1978: Erika Runge: Die Verwandlungen einer fleißigen, immer zuverlässigen und letztlich unauffälligen Chefsekretärin – Regie: Peter Groeger (Rundfunk der DDR)
- 1980: Norbert Klein: Alles ist anders (Karl) – Regie: Wolfgang Brunecker (Hörspielreihe: Neumann, zweimal klingeln – Rundfunk der DDR)
- 1985: Franz Fühmann: Das blaue Licht – Regie: Barbara Plensat (Fantasy, Märchen für Erwachsene – Rundfunk der DDR)
- 1985: Wilhelm Hauff: Das kalte Herz – Regie: Manfred Täubert (Kinderhörspiel – Rundfunk der DDR)
- 1991: Mirjana Buljan: Der siebente Bruder (Männerstimme) – Regie: Barbara Plensat (Hörspiel – Funkhaus Berlin/ORF)